# Akita Shoten
Akita Publishing Co., Ltd. (株式会社秋田書店, Kabushiki-gaisha Akita Shoten) és una editorial japonesa amb seu a Chiyoda, Tòquio. Va ser fundada per Teio Akita el 1948. A partir del maig de 2023, el president de l'empresa és Shigeru Higuchi. L'empresa és coneguda per publicar la revista de manga Weekly Shōnen Champion, que va serialitzar obres com Black Jack d'Osamu Tezuka, Grappler Baki de Keisuke Itagaki i Dokaben de Shinji Mizushima.